# Макуортер, Джон
Джон Гамильтон Макуортер Пятый (англ. John Hamilton McWhorter V род. 6 октября 1965, Филадельфия, Пенсильвания) — американский лингвист и либеральный политолог афроамериканского происхождения. Интересуется вопросами происхождения языков и их развития, пиджинов, креольских языков и расовой проблемой. На его взгляды оказали влияние исследования Дж. Гринберга и М. Рулена, хотя Макуортер и высказывался критически о ряде их теорий.
Занимал должность ассоциированного профессора (доцента) в Калифорнийском университете (г. Беркли) в 1995—2003 годах, затем перешёл на должность старшего научного сотрудника (Senior Fellow) Манхэттенского института, считающегося мозговым центром правых консерваторов, и стал колумнистом в газете New York Sun. По взглядам относится к правому крылу Демократической партии, выступал с поддержкой Барака Обамы.
Полиглот. В анкетах указывал, что может свободно читать на следующих языках: английский, французский, испанский, итальянский, португальский, немецкий, нидерландский, шведский, иврит, русский, суахили, японский и эсперанто.